# 歐陽伯康
歐陽伯康（英語：Bernard Auyang），男，香港企業家，香港永久居民，父親為金寶通集團有限公司（金寶通）名譽主席歐陽和先生，經營生產、設計及銷售各類與智能控制有關的電子產品。

## 生平
歐陽伯康先生在香港出生，現為金寶通集團有限公司董事會主席兼行政總裁。
早年，歐陽伯康先生曾遠赴美國留學，獲哈佛大學頒授東亞研究及經濟學文學士學位。畢業後，歐陽伯康先生加入上市公司金寶通。他於2002年晉升為公司行政總裁，並於2006年帶領公司上市。他在2009年離開金寶通，同年創立以主要直接投資媒體、電子產品及中國科技業務公司的Vida Nova Ventures。2020年1月，歐陽伯康先生回歸金寶通出任公司非執行董事一職。同年4月，他獲委任為公司執行董事及行政總裁。2022年4月，歐陽伯康先生獲委任公司董事會主席一職。
公職方面，他擔任中大醫院董事局成員；現為香港中文大學中文研究所諮詢委員會委員、香港中文大學伍宜孫書院院務委員，及香港科技大學顧問委員會委員。他亦擔任聖保羅男女中學校董 ，並為聖保羅男女中學校董會慈善信託基金籌款委員會聯席主席。歐陽伯康先生現為青年總裁組織金會員。
歐陽伯康先生於1999年獲香港工業總會頒香港青年工業家獎，於2002年擔任香港青年工業大使。

## 家庭成員
- 父親：歐陽和
- 母親：謝淑明